# Antônio Pizzonia
Antônio Reginaldo Pizzonia Júnior (Manaus, Brazília, 1980. szeptember 11. –) brazil autóversenyző, volt Formula–1-es pilóta. Jelenleg a Formula Superleagueban szerepel.
A Jungle Boy gúnynevet adták neki, ezzel utaltak amazonasi születésére. Jelenleg Manaus lakosa, ami egy modern nagyváros Brazíliában.

## A Formula–1 előtt
1991-től 1996-ig különféle karting-sorozatokban versenyzett. 1997-ben elköltözött Nagy-Britanniába és a Formula Vauxhall Juniorban versenyzett; ott világbajnoki második lett, és ugyanebben a sorozatban téli fesztivált nyert. 1998-ban, azon felül, hogy Formula Vauxhall Junior bajnok lett, megnyerte a Formula Renault téli fesztiválját is. Számára az 1999-es év volt a legsikeresebb, mert megnyerte ugyanennek a sorozatnak az európai szériáját is. 2000-ben 3-szor győzött a Formula–3-ban és itt is elnyerte a világbajnoki címet.
2001-ben beszállt a Formula–3000 sorozatba, és itt egy versenyt nyert meg.

## A Formula–1-ben

### Jaguar
2002-ben Pizzonia a BMW-Williams-istálló tesztpilótája lett. Lenyűgöző teljesítményére felfigyelt a Jaguar is, így a zöld csapat a következő évre leszerződtette őt. 2003-ban Pizzonia csapattársa az ausztrál Mark Webber lett. Azonban meglepetésre a szezon feléig (és az egész szezonban) egy pontot sem szerzett és ezért a Német Nagydíjtól Justin Wilsont indította a Jaguar helyette. Pizzonia legjobb eredménye az Osztrák Nagydíjon elért 9. helyezés. Pizzonia megvádolta Webbert, hogy őt előnyben részesítették vele szemben.

### Williams

#### 2004
2004-ben visszatért a Williams csapathoz, ahol Ralf Schumacher sérülése miatt négy nagydíjon indulhatott. A Német Nagydíjon hetedik lett és ezzel megszerezte első pontjait a sorozatban a Hungaroringen  sikerült megismételnie ezt a bravúrt. A Belga Nagydíjon műszaki hiba miatt kiesett, de Monzában ismét hetedik lett. Ezután Schumacher felépült és így Pizzonia 6 ponttal zárta élete legsikeresebb Formula–1-es szezonját.

#### 2005
Pizzonia maradt továbbra is a Williamsnél. A szezon előtt egy tesztmérkőzésen meg kellett mérkőznie Nick Heidfelddel az állandó pilóta helyéért. Bár Pizzonia rutinosabb volt a csapatnál és pénzügyi támogatást is kapott, mégis Heidfeld lett az állandó pilóta. A német versenyző azonban a Török Nagydíjon megsérült, ezért a brazil egészen a szezon végéig helyettesíthette. Ekkor ismét Mark Webber lett a csapattársa. Webber a vádaskodásért kemény szavakkal illette a brazilt. Pizzonia az Olasz Nagydíjon rögtön szerzett egy hetedik hellyel 2 pontot. Ennél többre viszont nem futotta neki, így az év végén 2 pontjával és a német Nico Rosberg érkezésével Pizzonia Formula–1-es pályafutása véget ért.

## Champ Car
2006-ban Pizzonia a Champ Carban a Rocketsports csapatnál versenyzett.

## Teljes Formula–1-es sorozata
(Táblázat értelmezése)

(Félkövér: pole-pozícióból indult; dőlt: leggyorsabb kört futott) 

| Év   | Csapat                | Kasztni       | Motor             | 1      | 2      | 3      | 4      | 5      | 6     | 7      | 8      | 9      | 10     | 11     | 12    | 13    | 14     | 15    | 16     | 17     | 18     | 19     | Csapat   | Helyezés | Pont |
| ---- | --------------------- | ------------- | ----------------- | ------ | ------ | ------ | ------ | ------ | ----- | ------ | ------ | ------ | ------ | ------ | ----- | ----- | ------ | ----- | ------ | ------ | ------ | ------ | -------- | -------- | ---- |
| 2003 | Jaguar Racing F1 Team | Jaguar R4     | Cosworth V10      | AUS Ki | MAL Ki | BRA Ki | SMR 14 | ESP Ki | AUT 9 | MON Ki | CAN 10 | EUR 10 | FRA 10 | GBR Ki | GER   | HUN   | ITA    | USA   | JPN    |        |        |        | Jaguar   | 21.      | 0    |
| 2004 | BMW WilliamsF1 Team   | Williams FW26 | BMW P84 3.0 V10   | AUS    | MAL    | BHR    | SMR    | ESP    | MON   | EUR    | CAN    | USA    | FRA    | GBR    | GER 7 | HUN 7 | BEL Ki | ITA 7 | CHN    | JPN    | BRA    |        | Williams | 15.      | 6    |
| 2005 | BMW WilliamsF1 Team   | Williams FW27 | BMW P84/5 3.0 V10 | AUS    | MAL    | BHR    | SMR    | ESP    | MON   | EUR    | CAN    | USA    | FRA    | GBR    | GER   | HUN   | TUR    | ITA 7 | BEL 15 | BRA Ki | JPN Ki | CHN 13 | Williams | 22.      | 2    |